# Cyclea polypetala
Cyclea polypetala là một loài thực vật có hoa trong họ Biển bức cát. Loài này được Dunn mô tả khoa học đầu tiên năm 1903.